# Reprezentacja Białorusi w hokeju na trawie kobiet
Reprezentacja Białorusi w hokeju na trawie kobiet to jedna z silniejszych reprezentacji narodowych w Europie, osiągająca sukcesy głównie w rozgrywkach halowych. Pięciokrotnie startowała w Halowych mistrzostwach świata zdobywając brązowy medal w 2018 roku.

## Osiągnięcia

### Igrzyska olimpijskie
- 1996-2024 nie uczestniczyła

### Mistrzostwa świata
- 1994-2022 nie uczestniczyła

### Mistrzostwa Europy
- nie uczestniczyła – 1995
- nie uczestniczyła – 1999
- nie uczestniczyła – 2003
- nie uczestniczyła – 2005
- nie uczestniczyła – 2007
- nie uczestniczyła – 2009
- nie uczestniczyła – 2011
- 8. miejsce – 2013
- nie uczestniczyła – 2015
- nie uczestniczyła – 2017
- 8. miejsce – 2019
- nie uczestniczyła – 2021
- nie uczestniczyła – 2023

### Halowe mistrzostwa świata
- 5. miejsce – 2003
- 5. miejsce – 2007
- 4. miejsce – 2011
- 7. miejsce – 2015
- 3. miejsce – 2018
- nie wystąpiła – 2023
- nie wystąpiła – 2025